# Якобеску, Антониа

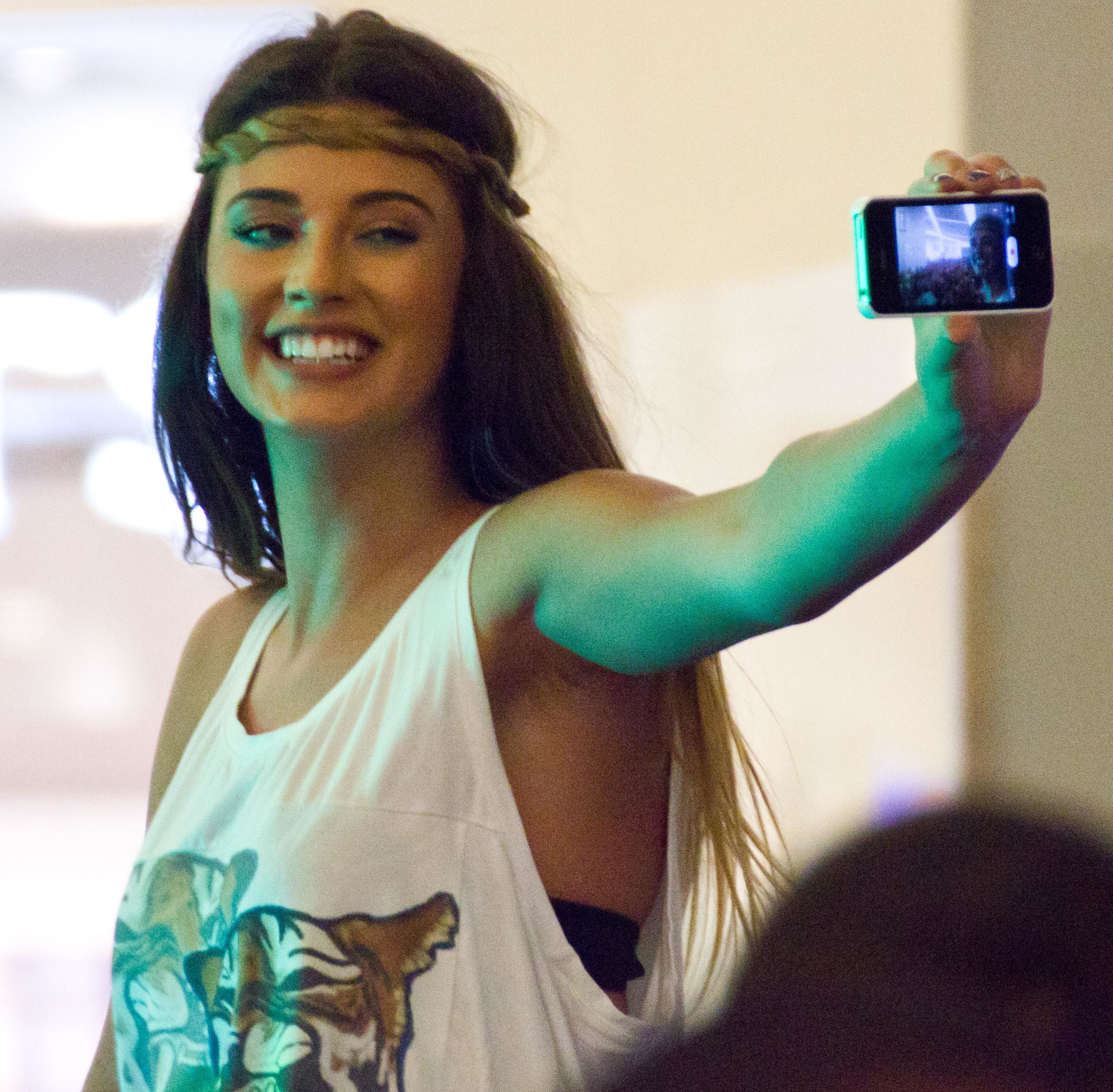
Антониа в 2012 году

Антониа Якобеску (англ. Antonia Iacobescu, род. 12 апреля 1989, Бухарест, Румыния) — румынская певица и модель. В 2010 году вместе с диджеем Томом Боксером записала песню «Morena», которая заняла первые строчки чартов Болгарии, Румынии и Польши и вошла в десятку лучших песен в Израиле и Венгрии.

## Биография
Антония в возрасте 5 лет вместе с семьёй иммигрировала в США, где жила сначала в штате Юта, а после в Лас-Вегасе. Здесь она окончила среднюю школу и занялась модельным бизнесом. Свою карьеру модели Антониа начала в возрасте 10 лет. Рекламный агент, подбиравший детей для съёмок, увидел Антонию и предложил ей сняться в рекламе. После своего дебюта Антониа снималась для каталогов и в рекламе и сотрудничала с компаниями Lenz и Ford Models. В 2008 году семья вернулась обратно в Румынию.
Антониа была замужем за итальянским бизнесменом Винченцо Кастеллано, который родился 5 июня 1987 года. 28 августа 2010 года у Антонии и Винченцо родилась дочка, которую назвали Майя Розариа Кастеллано (англ. Maya Rosaria Castellano).

## Музыкальная карьера
После возвращения в Румынию Антониа встретила продюсера Тома Боксера (англ. Tom Boxer), с которым записала песню «Roses on Fire», а в 2009 году «Morena». Клип на песню «Morena» вышел 11 января 2010 года, после чего песня сразу заняла первые строчки в чартах в Болгарии, Польше и Румынии и вошла в десятку лучших в Венгрии и Израиле.
В 2010 году Антониа забеременела и сразу с этим закончила сотрудничество с Томом. Их последней совместной рабой стала песня «Shake it Mamma».
После рождения своего первого ребёнка Антониа вернулась к музыке в качестве сольной певицы. Она выпустила сингл — «Marionette» написанная голландским продюсером и диджеем Афроджек. Песня дебютировала на 96-й позиции в топе самых прослушиваемых треков в Румынии.
В 2011 году выпустила сингл под названием — «Pleacă» (Русский: Уходи) совместно с румынской поп-рок группой VUNK. В середине лета 2012 года Антониа выпустила треки — «I Got You» и «Jameia».
В 2014 году участвовала в качестве судьи в телевизионном шоу „Kids Sing“. 17 апреля 2015 года Антониа выпустила свой дебютный студийный альбом — «This Is Antonia». Альбом содержит 12 треков и доступен в физическом и цифровом формате.  В 2017 году Антониа участвовала с Алексом Веля на шоу „Uite cine dansează“.

## Дискография

### Студийные альбомы
- This Is Antonia (2015)

### Сольные синглы
- 2011 — «Shake It Mamma»
- 2011 — «Marionette»
- 2012 — «Jameia»
- 2013 — «Marabou»[8]
- 2013 — «Hurricane» (совместно с Puya)
- 2014 — «Wild Horses» (совместно с Jay Sean)
- 2014 — «Fie Ce-o Fi» (совместно с Dara, INNA & Carla's Dreams)
- 2015 — «Chica Loca»[9]
- 2015 — «Dream About My Face»
- 2016 — «Greșesc»
- 2016 — «Vorbește Lumea»
- 2016 — «Sună-mă» (совместно с Carla's Dreams)
- 2016 — «Get Up and Dance» (совместно с Achi)
- 2017 — «Dor De Tine»
- 2017 — «Iubirea Mea»
- 2017 — «Amya»[10]
- 2018 — «Adio» (совместно с Connect-R)[11]
- 2018 — «Tango»[12]
- 2018 — «Hotel Lounge»[13]
- 2018 — «Mátame» (совместно с Erik Frank)[14]
- 2019 — «Touch Me»[15]
- 2020 — «Lie I Tell Myself»[16]
- 2020 — «Como ¡Ay!»[17]
- 2020 — «Rebound»[18]
- 2021 — «Taifun» (совместно с Toto H)[19]
- 2021 — «Dinero» (совместно с Yoss Bones)[20]
- 2021 — «Îmi Placi Tu»[21][22]
- 2021 — «I Think I Love Him»[23]
- 2021 — «Benny Hana» (совместно с Pitt Leffer & Guilty Pleasure)[24]
- 2021 — «Amor»[25]
- 2022 — «Complicated» (совместно с Arkanian)[26]
- 2022 — «Tranquilo Papi» (совместно с Alex Velea)
- 2022 — «Una Favela» (совместно с Qodës)[27]
- 2022 — «Send Me Your Love» (совместно с Gromee)
- 2022 — «Clap Clap» (совместно с Gran Error & Elvana Gjata)
- 2023 — «Dududum» (совместно с Florian Rus)
- 2023 — «Late Night Feelings»
- 2023 — «Ping Pong» (соло и совместно с Rafa Pabon
- 2023 — «Campionul din Tine» (совместно с Vescan & SuperLiga)
- 2023 — «Bad Girls» (совместно с SICKOTOY & INNA feat. Eva Tumish)
- 2023 — «Moonlight» (совместно с KiDi)
- 2023 — «Iubirea mea e cu tupeu»
- 2024 — «Hasta Luego»
- 2024 — «Cum se împarte dragostea» (совместно с Puya)
- 2024 — «eRAI» (совместно с Delia)
- 2024 — «Prieteni»
- 2024 — «Ploi de Tequila»

### Приглашённый артист
- 2009 — «Roses on Fire» (Pink Room featuring Antonia)

- 2009 — «Morena» (Tom Boxer featuring Antonia)
- 2010 — «The Game Radio» (Tom Boxer featuring Antonia)
- 2010 — «Feel The Joy» (Tom Boxer featuring Antonia)
- 2011 — «Pleacă» (Vunk featuring Antonia)
- 2012 — «Something For Me» (Digi featuring Antonia)
- 2014 — «Întoarce-te acasă» (Holograf featuring Antonia)
- 2017 — «El Amor» (Micke featuring Antonia)
- 2018 — «Sahara» (Alex Velea featuring Antonia & Lino Golden)
- 2019 — «Anxietate» (Carla's Dreams featuring Antonia)
- 2019 — «Trika Trika» (Faydee featuring Antonia)
- 2021 — «Te quise tanto» (Maki featuring Antonia)
- 2022 — «Hear Me Tonight» (Matteo Marini featuring Antonia)